# Sierra de Chamá
Sierra de Chamá är en bergskedja i Guatemala.   Den ligger i departementet Departamento de Alta Verapaz, i den centrala delen av landet, 110 km norr om huvudstaden Guatemala City.